# Olszak (Tulice)
Olszak (Olszówka) – przysiółek wsi Tulice w Polsce, położony w województwie pomorskim, w powiecie sztumskim, w gminie Stary Targ, przy drodze wojewódzkiej nr 515. Przysiółek wchodzi w skład sołectwa Tulice.
W latach 1945–1975 miejscowość administracyjnie należała do województwa gdańskiego, a w latach 1975–1998 do województwa elbląskiego.